# Observatorio Vulcanológico de Yellowstone
El Observatorio Vulcanológico de Alaska (en inglés: Yellowstone Volcano Observatory) supervisa la caldera de Yellowstone en el parque nacional de Yellowstone entre Wyoming, Montana e Idaho, en los Estados Unidos. Al igual que con otros observatorios de volcanes de Estados Unidos, se financia a través del Servicio Geológico de Estados Unidos con su programa volcánico Hazards.
El observatorio consta de 8 agencias miembros: El USGS , la Universidad de Utah, la Universidad de Wyoming, el parque nacional de Yellowstone , la Oficina de Minas y Geología de Montana, el Servicio Geológico del estado de Wyoming , el Servicio Geológico de Idaho y UNAVCO, Inc. 
YVO fue fundada en 2001, originalmente como una colaboración a tres bandas entre el USGS , la Universidad de Utah y el parque nacional de Yellowstone. Fue ampliado en 2013 para incluir a los ocho organizaciones actuales.
Según afirman sus promotores, el propósito del observatorio es: monitorear el sistema volcánico, aumentar la comprensión científica del sistema volcánico y hidrotermal de Yellowstone, y difundir los datos , interpretaciones y conocimientos acumulados al público.